# The Curse of La Llorona
The Curse of La Llorona is een Amerikaanse horrorfilm uit 2019, geregisseerd door Michael Chaves. Het verhaal is gebaseerd op de Mexicaanse folklore van La Llorona. De film speelt zich af in The Conjuring Universe, hoewel het niet als een deel van de franchise wordt beschouwd.

## Verhaal
Het verhaal speelt zich af in Los Angeles in 1973, waar een moeder haar kinderen moet redden van een kwaadaardige geest die elk jaar een jongen en een meisje ontvoert om ze op halloween te offeren om haar kinderen die ze heeft vermoord te willen redden

## Rolverdeling
| Acteur               | Personage          |
| -------------------- | ------------------ |
| Linda Cardellini     | Anna Tate-Garcia   |
| Roman Christou       | Chris Garcia       |
| Jaynee-Lynne Kinchen | Samantha Garcia    |
| Raymond Cruz         | Rafael Olvera      |
| Marisol Ramirez      | La Llorona         |
| Patricia Velásquez   | Patricia Alvarez   |
| Sean Patrick Thomas  | Rechercheur Cooper |
| Tony Amendola        | Pater Perez        |